# Gonzalo de Mendoza
Gonzalo de Mendoza (* um 1512 in Baeza, Spanien; † 1558 in Asunción, Paraguay) war – nach Pedro de Mendoza, Juan de Ayolas, Álvar Núñez Cabeza de Vaca und Domingo Martínez de Irala – in den Jahren von 1556 bis 1558 der fünfte Gouverneur der in den 1530er Jahren entstandenen spanischen Río-de-la-Plata-Kolonie, die Kaiser Karl V. 1539 als Gobernación del Río de la Plata del Paraguay auf dem östlichen Gebiet des bis dahin als Neu-Andalusien bezeichnetene Teils der Neuen Welt formell errichtet hatte.

## Leben
Gonzalo de Mendoza war ein Vetter von Pedro de Mendoza, unter dessen Leitung er im Jahr 1535 an einer Expedition in das Mündungsgebiet des Río de la Plata teilnahm, mit der die im Vertrag von Tordesillas (1494) der spanischen Krone zugesprochenen Gebiete gegen das Vordringen der Portugiesen abgesichert werden sollten. Außerdem wollte man einen Verbindungsweg zwischen Neu-Andalusien und der nördlich gelegenen spanischen Provinz Neu-Toledo (Peru und Bolivien) auskundschaften.
Am 15. August 1537 war Gonzalo de Mendoza bei der Gründung von Nuestra Señora Santa María de la Asunción, der späteren Hauptstadt Paraguays, unter Juan de Salazar y Espinosa zugegen und übernahm führende Ämter im Cabildo. Er diente verschiedenen Gouverneuren als Stellvertreter (teniente) und nahm 1547 an der von Domingo de Irala geführten Expedition teil, auf der eine Landverbindung nach Peru erschlossen werden konnte. Nach dem Tod Iralas, mit dem er während seiner über 12-jährigen Herrschaft eng zusammengearbeitet hatte, wurde er im Jahre 1556 selbst zum Gouverneur ernannt. Er starb bereits zwei Jahre später. Sein Nachfolger wurde Francisco Ortiz de Vergara.